# エリカブ環礁
座標: 北緯09度08分30秒 東経170度01分00秒 / 北緯9.14167度 東経170.01667度

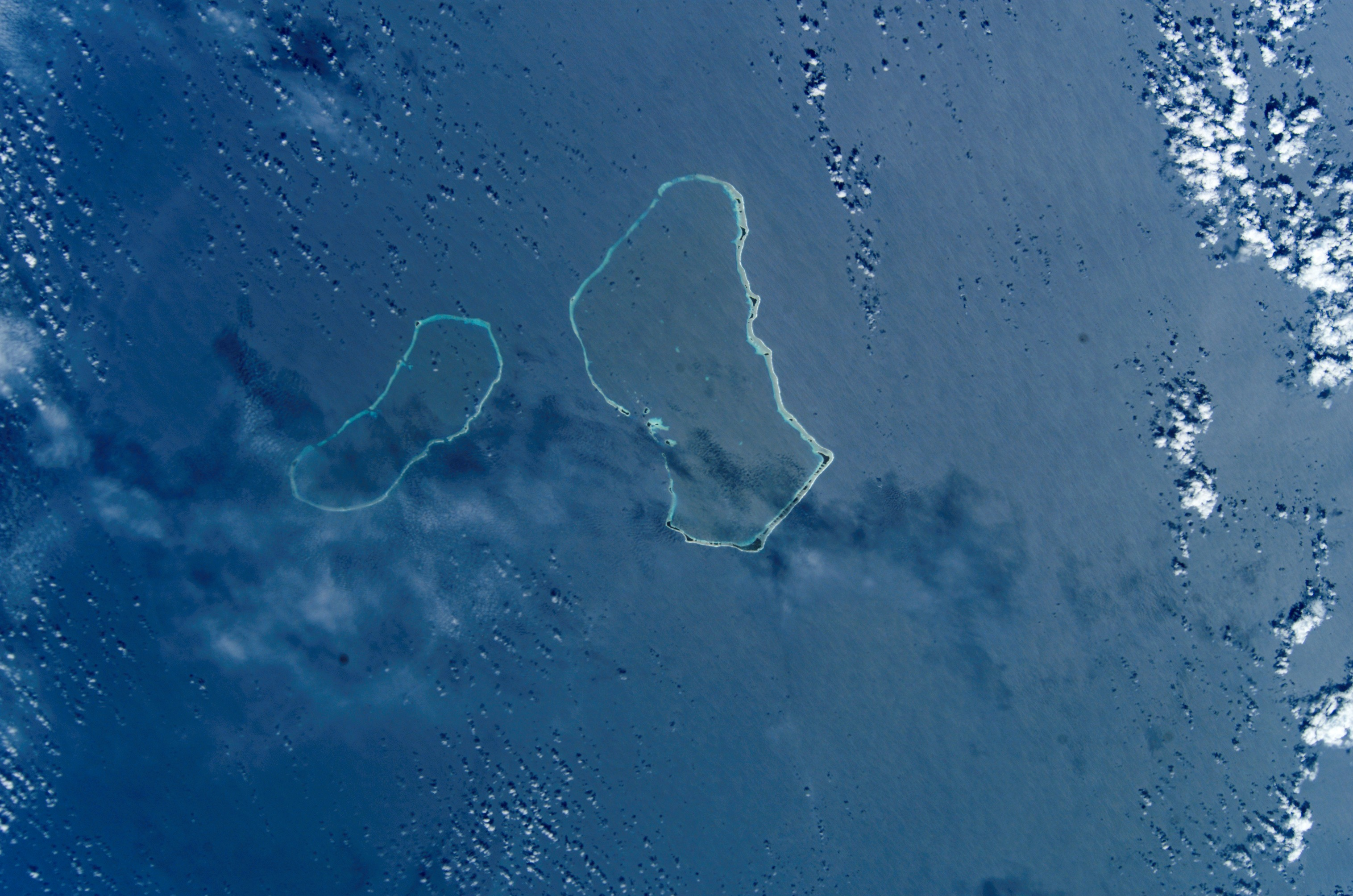
エリカブ環礁

エリカブ環礁は、太平洋上の環礁で、マーシャル諸島のラタック列島に属している。この環礁は、より大きなウォッジェ環礁の南側に位置している。
エリカブ環礁は6つの小島から構成されており、陸地の総面積は1.53km2でマーシャル諸島の中でも最小のものの1つであるが、6つの小島が取り囲む環礁の総面積は230km2にもなる。